# Right in the Night
Right in the Night (Fall in Love with Music) è un brano musicale dance del duo tedesco Jam & Spoon, pubblicato nel 1993 come singolo dall'etichetta discografica Dance Pool.
Ispirato al brano classico Asturias di Isaac Albéniz e trasmesso in Italia nella primavera-estate 1994, il singolo venne presentato al Festivalbar e incluso nell'omonima compilation.

## Classifiche
Discreto successo in Nuova Zelanda, Austria, Norvegia, Svizzera e Paesi Bassi, raggiunse il secondo posto in Australia ed Italia.
Tiepido successo in Regno Unito nel 1994, arrivando solo alla posizione 31, il singolo venne riproposto nel 1995 giungendo questa volta al 10º posto.

## Cover
Nel 2008 Whigfield ha incluso una cover di Right in the Night nell'album che raccoglie suoi brani di successo.